# Jalogny
Jalogny és un municipi francès, situat al departament de Saona i Loira i a la regió de Borgonya - Franc Comtat. L'any 2007 tenia 312 habitants.

## Demografia

### Població
El 2007 la població de fet de Jalogny era de 312 persones. Hi havia 122 famílies, de les quals 32 eren unipersonals (16 homes vivint sols i 16 dones vivint soles), 45 parelles sense fills, 33 parelles amb fills i 12 famílies monoparentals amb fills.
La població ha evolucionat segons el següent gràfic:
Habitants censats

### Habitatges
El 2007 hi havia 183 habitatges, 128 eren l'habitatge principal de la família, 44 eren segones residències i 10 estaven desocupats. 175 eren cases i 6 eren apartaments. Dels 128 habitatges principals, 106 estaven ocupats pels seus propietaris, 16 estaven llogats i ocupats pels llogaters i 6 estaven cedits a títol gratuït; 1 tenia una cambra, 9 en tenien dues, 27 en tenien tres, 24 en tenien quatre i 66 en tenien cinc o més. 86 habitatges disposaven pel capbaix d'una plaça de pàrquing. A 53 habitatges hi havia un automòbil i a 70 n'hi havia dos o més.

### Piràmide de població
La piràmide de població per edats i sexe el 2009 era:
| Homes | Edats   | Dones |
| ----- | ------- | ----- |
| 0     | 95 o +  | 0     |
| 0     | 90 a 94 | 0     |
| 4     | 85 a 89 | 0     |
| 0     | 80 a 84 | 0     |
| 12    | 75 a 79 | 16    |
| 4     | 70 a 74 | 16    |
| 4     | 65 a 69 | 8     |
| 12    | 60 a 64 | 4     |
| 4     | 55 a 59 | 8     |
| 16    | 50 a 54 | 16    |
| 8     | 45 a 49 | 8     |
| 8     | 40 a 44 | 4     |
| 12    | 35 a 39 | 8     |
| 4     | 30 a 34 | 8     |
| 0     | 25 a 29 | 8     |
| 4     | 20 a 24 | 8     |
| 8     | 15 a 19 | 12    |
| 12    | 10 a 14 | 4     |
| 4     | 5 a 9   | 8     |
| 8     | 0 a 4   | 8     |

## Economia
El 2007 la població en edat de treballar era de 196 persones, 153 eren actives i 43 eren inactives. De les 153 persones actives 147 estaven ocupades (82 homes i 65 dones) i 6 estaven aturades (1 home i 5 dones). De les 43 persones inactives 14 estaven jubilades, 16 estaven estudiant i 13 estaven classificades com a «altres inactius».

### Ingressos
El 2009 a Jalogny hi havia 123 unitats fiscals que integraven 300 persones, la mediana anual d'ingressos fiscals per persona era de 18.497 €.

### Activitats econòmiques
Dels 10 establiments que hi havia el 2007, 4 eren d'empreses de construcció, 1 d'una empresa de comerç i reparació d'automòbils, 2 d'empreses d'hostatgeria i restauració, 1 d'una empresa de serveis i 2 d'entitats de l'administració pública.
Dels 4 establiments de servei als particulars que hi havia el 2009, 1 era un paleta, 1 lampisteria, 1 electricista i 1 restaurant.
L'any 2000 a Jalogny hi havia 14 explotacions agrícoles que ocupaven un total de 455 hectàrees.

## Poblacions més properes
El següent diagrama mostra les poblacions més properes.